# Любицька сільська рада
| Любицька сільська рада — колишній орган місцевого самоврядування у Новомиколаївському районі Запорізької області з адміністративним центром у с. Любицьке. Історична дата утворення: в 1943 році. Сільській раді підпорядковані населені пункти: - с. Любицьке - с. Данилівка - с. Лісне - с. Мирівка |

## Склад ради
Рада складалася з 12 депутатів та голови.

### Керівний склад ради
| ПІБ                              | Основні відомості                                                         | Дата обрання | Дата звільнення |
| -------------------------------- | ------------------------------------------------------------------------- | ------------ | --------------- |
| Соломатін Сергій Григорович      | Сільський голова, 1948 року народження, освіта, безпартійний              | 26.03.2006   | 31.10.2010      |
| Котелевський Григорій Вікторович | Сільський голова, 1961 року народження, освіта вища, член Партії регіонів | 31.10.2010   |                 |

Примітка: таблиця складена за даними джерела